# Orrouer
Orrouer ist eine französische Gemeinde mit 282 Einwohnern (Stand: 1. Januar 2022) im Département Eure-et-Loir in der Region Centre-Val de Loire. Sie gehört zum Arrondissement Chartres und zum Kanton Illiers-Combray. 

## Geographie
Orrouer liegt etwa 14 Kilometer westsüdwestlich von Chartres. Umgeben wird Orrouer von den Nachbargemeinden Saint-Germain-le-Gaillard im Norden, Saint-Luperce im Norden und Nordosten, Saint-Georges-sur-Eure im Osten, Ollé im Südosten und Süden, Cernay im Südwesten sowie Fruncé im Westen.

## Bevölkerungsentwicklung
| Jahr                       | 1962 | 1968 | 1975 | 1982 | 1990 | 1999 | 2006 | 2020 |
| Einwohner                  | 184  | 164  | 162  | 186  | 196  | 239  | 278  | 284  |
| Quellen: Cassini und INSEE |      |      |      |      |      |      |      |      |

## Sehenswürdigkeiten

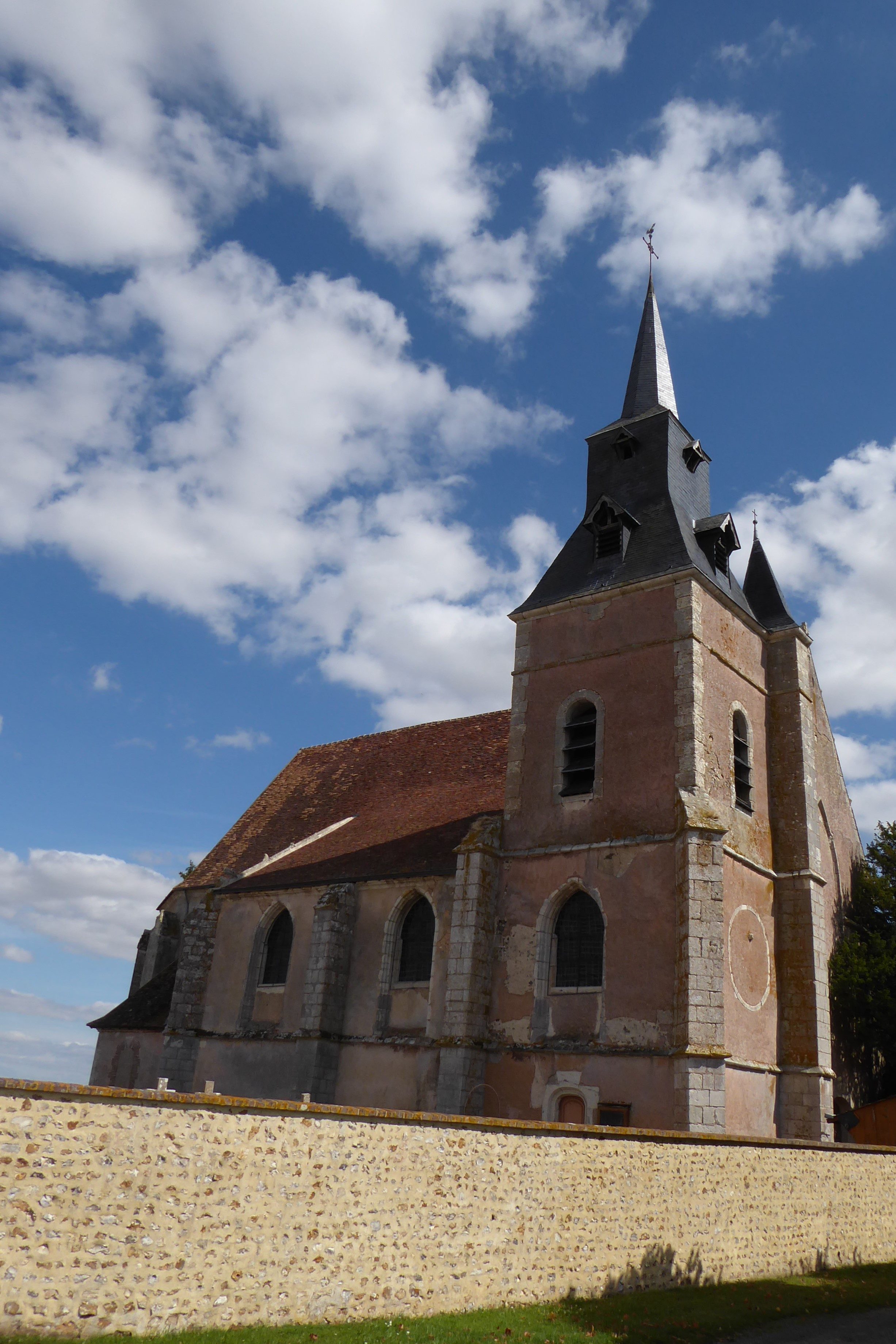
Kirche Saint-Martin

- Kirche Saint-Martin